# Фаталиев, Габиб Садых оглы
Габиб Садых оглы Фаталиев (азерб. Həbib Sadıq oğlu Fətəliyev; 7 апреля 1942, Гёйчай — 20 апреля 1999, Баку) — советский азербайджанский государственный и партийный деятель.

## Биография
Родился в 1942 году в городе Гёокчай.
в 1965 году окончил Институт нефти и химии им. М. Азизбекова по специальности «инженер-механик».
С 1957 по 1968 год — техник, инженер-конструктор, старший инженер-технолог, главный конструктор на предприятиях нефтяного машиностроения. 
С 1968 года — главный инженер машиностроительного завода «Большевик». с 1971 по 1973 год — его директор. До 1975 года работал директором завода имени Ю. Касимова. 
С 1975 года — Заместитель заведующего отделом промышленности и транспорта Бакинского комитета КП Азербайджана. С 1977 года — заместитель председатель Бакинского горисполкома. С 1980 года назначен первым секретарём Низаминского райкома КП г. Баку. 
С 1987 года — Министр местной промышленности Азербайджанской ССР (1987—1989). 
С 1989 по 1991 — инспектор секретариата ЦК КП Азербайджана. С 1991 года — Первый заместитель главы исполнительной власти города Баку, и по совместительству председатель «Бакгорплана»
Активно участвовал в общественно-политической жизни страны. Делегат XLVI Бакинской городской партийной конференции и XXX съезда КП Азербайджана.